# Cyclopogon pululahuanus
Cyclopogon pululahuanus är en orkidéart som beskrevs av Dodson. Cyclopogon pululahuanus ingår i släktet Cyclopogon, och familjen orkidéer.
Artens utbredningsområde är Ecuador. Inga underarter finns listade i Catalogue of Life.